# Lijst van burgemeesters van Herent
Hieronder volgt de lijst van burgemeesters van Herent.
- 18?? - 1813 : Antoine Vanhamme
- 1813 - 1818 : Guillaume Schueremans
- 1818 - 1830 : Dominicus-Josephus Mosselman
- 1830 - 1832 : J.B. Beullens
- 1832 - 1847 : Philippe Meulemans
- 1848 - 1878 : Louis Vanderheyden
- 1878 - 1890 : Constant Van Parijs (Liberale Partij)
- 1890 - 1894 : Leo Meulemans (Katholieke Partij)
- 1895 - 1903 : Paul-Edward Van Eycken (Katholieke Partij)
- 1904 - 1914 : Frans Grietens (Katholieke Partij)
- 1914 - 1916 : Petrus Verbelen, waarnemend (Katholieke Partij)
- 1916 - 1921 : Petrus Verbelen (Katholieke Partij)
- 1921 - 1926 : Arthur Smekens (Katholieke Unie)
- 1926 - 1947 : Prosper Switters (Katholiek Blok)
- 1947 - 1955 : Victor Haesaerts (Liberale Partij)
- 1955 - 1958 : Frans Van Aerschot (Liberale Partij)
- 1959 - 1964 : Henri Draye (CVP)
- 1965 - 1970 : Frans Van Aerschot (PVV)
- 1971 - 1976 : Wilfried De Pauw (BSP)
- 1977 - 1982 : Leopold Smout (CVP)
- 1983 - 1988 : Maurice Hensmans (SP)
- 1989 - 1994 : Leopold Smout (CVP)
- 1995 - 2012 : Willy Kuijpers (VU, later WIJ-groep)
- 2013 - 2018 : Marleen Schouteden (N-VA)
- 2018 - 2024 : Astrid Pollers (N-VA)
- 2024 - heden: Luk Draye (Vooruit)

Brussels Hoofdstedelijk Gewest:
Anderlecht · 
Brussel

Vlaanderen:
Aalst · 
Aarschot · 
Antwerpen · 
 Asse · 
Beernem · 
Bertem · 
Blankenberge · 
Brugge · 
Damme · 
De Haan · 
De Panne · 
Deerlijk · 
Deinze · 
Eeklo · 
Evergem · 
Galmaarden · 
Geraardsbergen · 
Gent · 
Halle · 
Hasselt · 
Herent · 
Herk-de-Stad · 
Herzele · 
Heusden-Zolder · 
Houthalen-Helchteren · 
Ichtegem · 
Kaprijke · 
Knokke-Heist · 
Kortemark · 
Kortenberg · 
Kortrijk · 
Leuven · 
Lichtervelde · 
Lievegem · 
Lokeren · 
Maldegem · 
Mechelen · 
Moerbeke-Waas · 
Ninove · 
Oostende · 
Oostkamp · 
Poperinge · 
Roeselare · 
Ronse · 
Sint-Lievens-Houtem · 
Sint-Niklaas · 
Sint-Truiden · 
Temse · 
Tielt · 
Tienen · 
Tongeren · 
Torhout · 
Veurne · 
Waregem · 
Wellen · 
Wetteren · 
Wichelen · 
Zaventem · 
Zedelgem · 
Zele · 
Zonhoven · 
Zottegem

Wallonië: 
Charleroi · 
's-Gravenbrakel · 
Morlanwelz · 
Ophain-Bois-Seigneur-Isaac · 
Waver